# Інститут економіки промисловості НАН України
Інститу́т еконо́міки промисло́вості НАН Украї́ни — наукова установа Відділення економіки НАН України.
Тематика наукових досліджень інституту охоплює широкий спектр актуальних проблем. Розв'язувані колективом інституту завдання можна умовно поділити на декілька напрямів:
- стабілізація виробничої динаміки і фінансово-економічної ситуації,
- промислова політика і механізми її реалізації,
- структурні реформи в промисловості,
- активізація інноваційних і інвестиційних процесів,
- державне регулювання промислового розвитку в перехідній економіці,
- соціально-трудові відносини і соціальні наслідки ринкових змін у промисловості.

У межах наукових напрямів інституту сформувалися і діють такі наукові школи:
- управління народним господарством та державна регіональна політика (академік НАН України М. Г. Чумаченко),
- ефективність інвестиційних процесів і структурних зрушень (член-кореспондент НАН України М. І. Іванов),
- соціально-економічні проблеми промисловості (академік НАН України О. І. Амоша).

Теоретичні й прикладні результати досліджень активно використовуються в роботі Верховної Ради України, Секретаріату Президента України, Кабінету Міністрів України, галузевих та регіональних органів управління при підготовці законопроєктів і нормативних актів, розробці регіональних і урядових концепцій, прогнозів, програм тощо.
Інститут має велику кількість теоретичних і прикладних розробок щодо структурно-інвестиційних зрушень в економіці, проблем управління державним сектором промисловості, а також економічної і соціальної безпеки в контексті регіональних і галузевих аспектів розвитку.
Інститут видає науково-практичний журнал «Економіка промисловості».
Директори
- Чумаченко Микола Григорович (1973—1995)
- Амоша Олександр Іванович (1996—2021)
- Залознова Юлія Станіславівна (з 2021)

Інститут розташовувався в Донецьку. Після російської збройної агресії на сході України був переміщений до Києва, де він знаходиться за адресою: вул. П. Мирного, 26.